# Schismatoglottis gillianiae
Schismatoglottis gillianiae là một loài thực vật có hoa trong họ Ráy (Araceae). Loài này được P.C.Boyce miêu tả khoa học đầu tiên năm 1994.